# Чупич, Иван
Иван Чупич (хорв. Ivan Čupić; род. 27 марта 1986 года, Меткович) — хорватский гандболист, правый крайний; тренер.

## Карьера

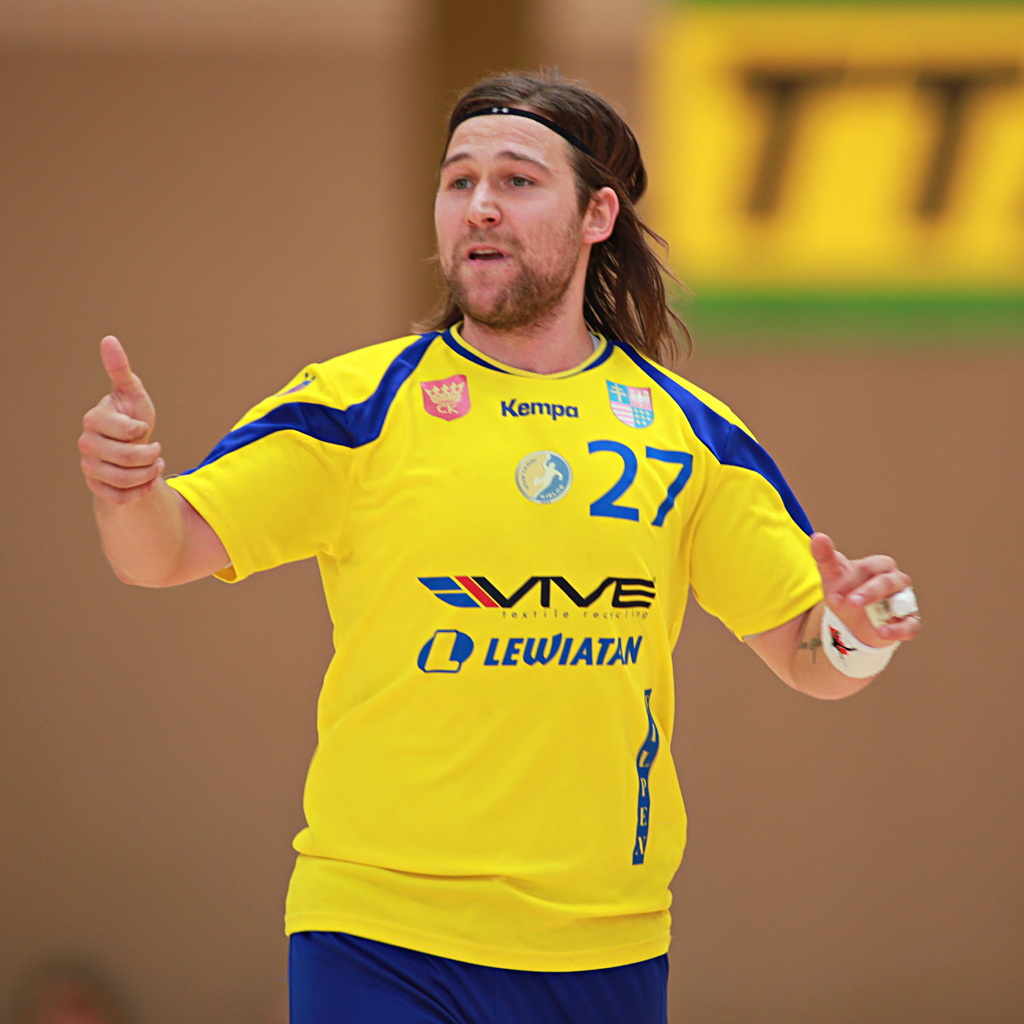

### Клубная
Иван Чупич начинал свою профессиональную карьеру в Хорватии за клубы ГК «Меткович» и «Медвешчак» (Загреб). В 2007 году Иван Чупич переходит в испанскую «Октавио» Виго. В 2008 году Чупич перешёл в словенский клуб «Веленье», в составе которого выиграл чемпионат Словении. В 2010 году Иван Чупич перешёл в немецкий клуб «Райн-Неккар Лёвен», где провёл 2 сезона. В 2012 году Чупич переходит в польский клуб «Виве Таурон Кельце», в составе которого стал 4 раза чемпионом Польши, 4 раза становился обладателем кубка Польши и выиграл в 2016 году Лигу чемпионов ЕГФ.
Лучший правый крайний Лиги чемпионов ЕГФ в сезонах 2012/13 и 2018/19.

### В сборной
В составе сборной сыграл 131 игры и забил 492 гола. В составе сборной завоевал бронзу Олимпийских игр 2012 года, две медали на чемпионатах мира и четыре медали на чемпионатах Европы. Лучший правый крайний Олимпийских игр 2012 года, чемпионата мира 2009 года.

## Награды
- Победитель чемпионата Словении: 2010
- Победитель чемпионата Польши: 2013, 2014, 2015, 2016
- Обладатель кубка Польши: 2013, 2014, 2015, 2016
- Победитель Лиги чемпионов: 2016, 2017, 2019
- Бронзовый призёр летних Олимпийских игр: 2012
- Гандболист года в Хорватии: 2013
- Медаль «За заслуги перед Македонией» (5 июня 2017 года, Македония)[1].

## Статистика
Статистика Ивана Чупича
| Сезон     | Клуб              | Лига       | Матчи | Голы | 7-метр | Голы |
| --------- | ----------------- | ---------- | ----- | ---- | ------ | ---- |
| 2010/11   | Рейн-Неккар Лёвен | Бундеслига | 21    | 74   | 16     | 58   |
| 2011/12   | Рейн-Неккар Лёвен | Бундеслига | 23    | 105  | 17     | 88   |
| 2010—2012 | Итого             | Бундеслига | 44    | 179  | 33     | 146  |